# Jonschwil
Jonschwil is een gemeente en plaats in het Zwitserse kanton Sankt Gallen, en maakt deel uit van het district Wil.
Jonschwil telt 3285 inwoners.
De gemeente bestaat uit de dorpen Jonschwil en Schwarzenbach, het gehucht Bettenau en een deel van Oberrindal. Jonschwil ligt aan de Thur in de omgeving van het stadje Wil en van Oberuzwil.